# Abbacinamento
L'abbacinamento era un'antica forma di tortura, di origine cartaginese poi bizantina. Il supplizio consisteva nel causare la cecità della vittima, o esponendola al sole dopo averla privata delle palpebre, oppure avvicinando un bacino rovente agli occhi, che venivano forzosamente tenuti aperti: il calore seccava l’umidità che è attorno alla pupilla causando la cecità.
Questa forma di tortura era solitamente usata in guerra dai Bizantini, contro i nemici catturati come prigionieri, ma, secondo la leggenda, una illustre vittima fu già Marco Atilio Regolo. Storicamente tale tortura era praticata specialmente contro re che venivano deposti dal trono o anche contro nobili e feudatari che tramavano contro i sovrani.

## Episodi storici
- Basilio II della dinastia macedone fece accecare tutti i nemici catturati e li mandò indietro al re bulgaro Samuele, legati a gruppi di cinquanta (secondo altre fonti, i gruppi erano di cento), al primo dei quali era stato lasciato uno solo dei due occhi.
- Federico II, scoperto un complotto dei baroni siciliani per rovesciarlo, muove contro i traditori e li uccide a Napoli, dopo averli fatti accecare. I congiurati vennero puniti secondo la prassi, mediante accecamento con chiodo rovente (una variante dello spillone) conficcato negli occhi. Allo stesso supplizio fu sottoposto il suo segretario particolare, Pier delle Vigne, secondo una chiosa trecentesca al Canto XIII dell'Inferno. L'episodio è dichiarato avvenuto in piazza San Gimignano a Pontremoli nel marzo del 1249.
- Episodio analogo accadde alla morte di Carlo I d'Angiò. Il re di Francia avanza pretese circa la Sicilia e raduna una grossa flotta sulle coste catalane, minacciando Gerona ai danni degli aragonesi. Ruggiero di Lauria, barone e fratello di latte di Costanza di Hohenstaufen, informato delle intenzioni dell'armata nemica, lascia l'assedio di Taranto, naviga verso la Spagna, approda a Les Formigues e tende un agguato alla flotta nemica, che soccombe. Molte navi vennero catturate, altre affondate: Ruggiero fece accecare 259 prigionieri che non erano in grado di riscattarsi: ad uno venne, invece, tolto un solo occhio, affinché guidasse i suoi compagni dal re di Francia Filippo III l'Ardito.
- L'incoronazione imperiale di Carlo Magno fu ritenuta legittima, in quanto il trono di Costantinopoli era considerato vacante: vi sedeva infatti una donna, Irene, che aveva fatto abbacinare il figlio Costantino VI per usurparne il posto.
- Nel 1514 il capitano imperiale Francesco Cristoforo Frangipani durante l'assedio al castello del colle di Osoppo da parte di Girolamo Savorgnan il 2 marzo inflisse un'esemplare punizione a 134 abitanti di Muzzana del Turgnano, che passeranno alla storia col nome di "li Orbi de Mozana". Ai 56 prigionieri anziani vennero cavati ambedue gli occhi, ai quattro più giovani venne incisa la croce di Sant'Andrea su ambo le guance e ai rimanenti 74 prigionieri venne cavato l’occhio destro e tagliate le tre dita della mano destra affinché non impugnassero mai più le armi. Tutti gli occhi strappati ai prigionieri muzzanesi vennero riposti in un bacile e fatti vedere dal boia agli astanti e, in gesto di sfida macabro e terribile, agli esterrefatti assediati sul colle che assistettero alla terribile rappresaglia.[2][3]
- In campo letterario, un celebre episodio di abbacinamento è quello in cui a tale pena viene condannato Michele Strogoff (nel romanzo omonimo di Jules Verne), catturato dai Tatari.